# 普雷沙克 (上比利牛斯省)
普雷沙克（法語：Préchac，法語發音：[pʁeʃak]）是法国上比利牛斯省的一个市镇，属于阿热莱斯加佐斯特区。

## 地理
普雷沙克（42°59'32"N, 0°4'23"W）面积1.59 平方千米，位于法国奧克西塔尼大區上比利牛斯省，该省份为法国西南部内陆省份，北至热尔省，西接大西洋比利牛斯省，南与西班牙接壤，东临上加龙省。
与普雷沙克接壤的市镇（或旧市镇、城区）包括：艾罗斯-阿尔布伊克斯、博桑斯、洛-巴拉尼亚斯、阿尔塔朗苏安、阿达斯。

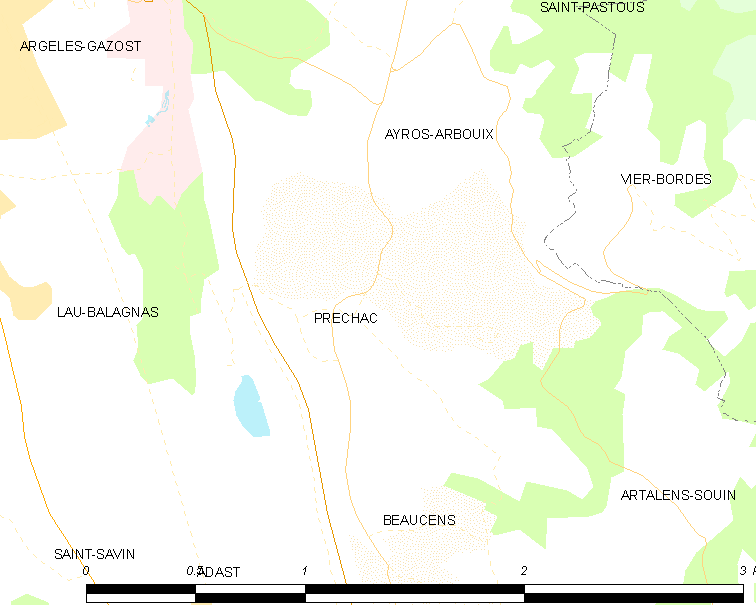
的OSM定位图

普雷沙克的时区为UTC+01:00、UTC+02:00（夏令时）。

## 行政
普雷沙克的邮政编码为65400，INSEE市镇编码为65371。

## 政治
普雷沙克所属的省级选区为激流谷县。

## 人口

1962-2008年间人口变化图示

普雷沙克于2022年1月1日时的人口数量为240人。